# Illerkirchberg
Illerkirchberg è un comune tedesco di 4 642 abitanti, situato nel land del Baden-Württemberg.